# Caprellidira
De Caprellidira zijn een parvorde van mariene kreeftachtigen. Het zijn vlokreeftjes met een uitgesproken morfologie. Zowel de spookkreeftjes als de walvisluizen behoren tot deze groep.

## Systematiek
Superfamilie Aetiopedesoidea
- Aetiopedesidae
- Paragammaropsidae

Superfamilie Caprelloidea Leach, 1814
- Caprellidae Leach, 1814
- Caprogammaridae Kudrjaschov and Vassilenko, 1966
- Cyamidae
- Dulichiidae
- Podoceridae

Superfamilie Isaeoidea
- Isaeidae

Superfamilie Microprotopoidea
- Microprotopodidae

Superfamilie Neomegamphopoidea
- Neomegamphopodidae
- Priscomilitariidae

Superfamilie Photoidea
- Ischyroceridae
- Kamakidae
- Photidae

Superfamilie Rakirooidae
- Rakiroidae